# Protodufourea wasbaueri
Protodufourea wasbaueri là một loài Hymenoptera trong họ Halictidae. Loài này được Timberlake mô tả khoa học năm 1955.